# Семиадалия одиннацатиточечная
Семиадалия одиннацатиточечная (лат. Hippodamia undecimnotata) — вид божьих коровок из рода Hippodamia. 

## Описание
Может достигать длины 5—7 мм. Надкрылья оранжево-красные, а переднеспинка чёрная, иногда с небольшой белой линией на переднем крае. На надкрыльях присутствуют центральное чёрное пятно и 10 боковых чёрных пятен — всего одиннадцать (отсюда и видовое название — undecimnotata), но некоторые пятна могут быть небольшими и едва заметными.
Hippodamia undecimnotata можно спутать с семиточечной божьей коровкой.
Личинки и куколки яркой оранжевой окраски.
Самки откладывают яйца на растения, пораженные тлей. Предпочитают растения семейства бобовых, но встречаются также на других культурных (кукурузе, хлопке и табаке) и дикорастущих растениях.
Взрослых особей можно встретить с марта по октябрь. Они питаются в основном тлёй. Размножение происходит весной. В год развивается до 5 поколений. Зимой и осенью можно встретить зимующими под камнями и среди засохшей травы.

## Распространение по миру
Данный вид довольно редкий; его можно встретить в Центральной и Южной Европе, в Турции на Ближнем Востоке, на Кавказе, в Сибири и в Восточной Азии. Встречается в открытых солнечных местах, например, на лугах и полях. Обитают на кустарниках, деревьях, и травянистых растениях.

## Галерея

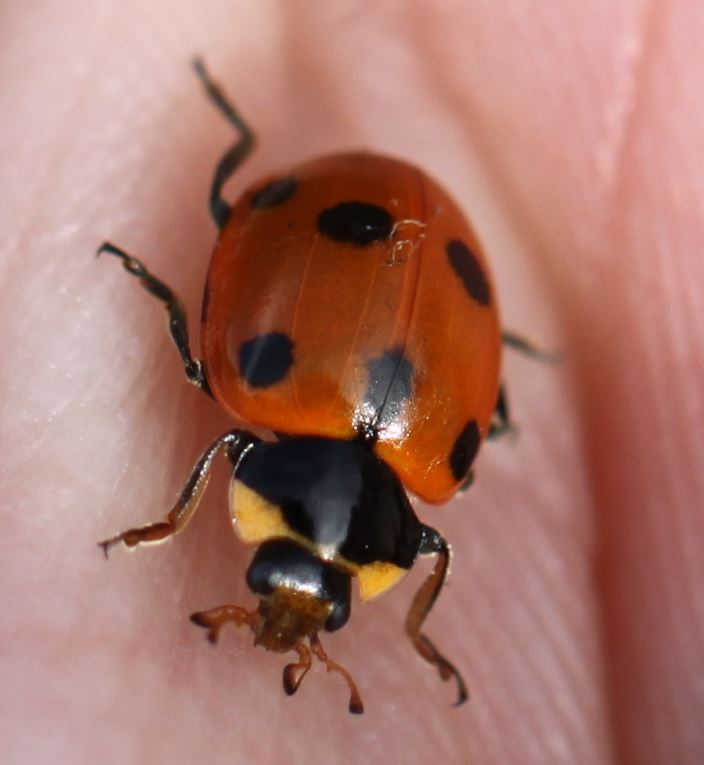
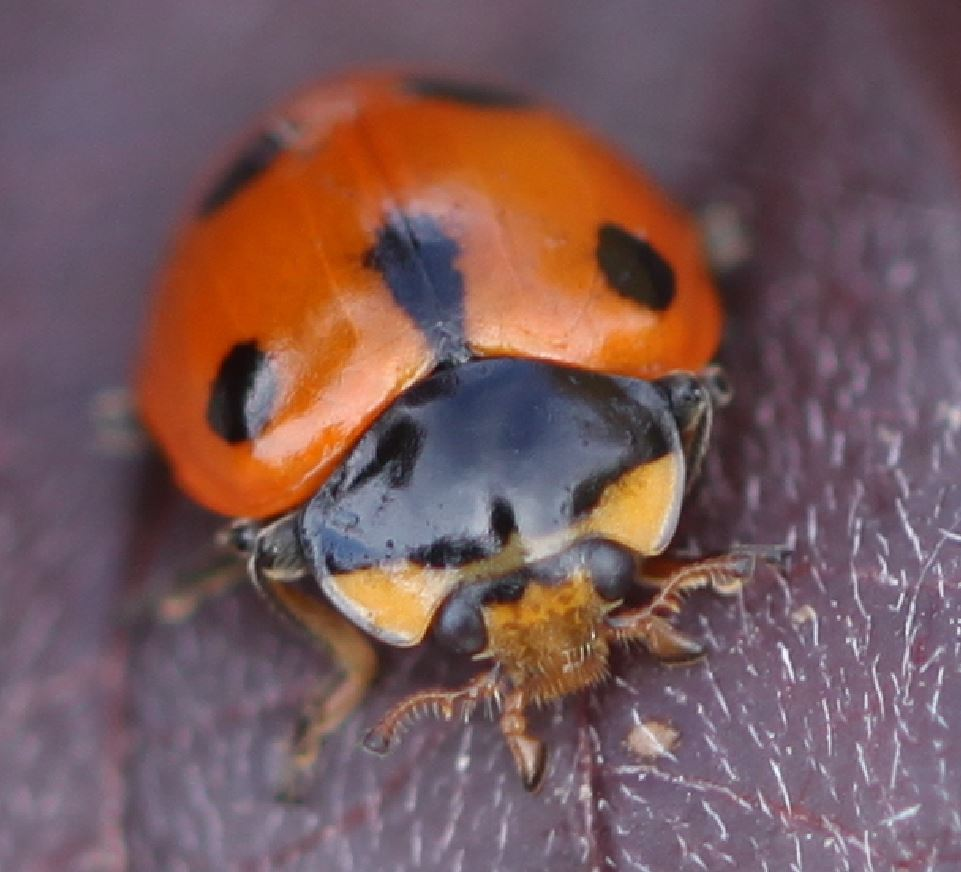